# Црква Светог Симона Монаха у Даросави
Црква Светог Симона Монаха у Даросави, насељеном месту на територији општине Аранђеловац, подигнута је 2009. године и припада Епархији шумадијској Српске православне цркве.
Црква је посвећена преподобном Симону монаху, у народу познатијем као Стефан Првовенчани.
Изградња цркве у Даросави започета је 1990. године по пројекту Радослава Прокића и наредне године су освећени темељи од стране Епископа шумадијског Саве. До 1996. године црква је била озидана и тада се престало са радовима све до 2000. године када су постављени крстови и звона, да би се поново прекинуло са радовима до 2004. године. Током те и наредне године постављена је столарија, подно грејање и под од гранита и обавњени молерски радови. Са благословом Епископа шумадијског Јована од 2004. године у храму почињу да се обављају богослужења и црквени обреди. Средином 2005. године започета је и изградња парохијског дома који је Владика Јован осветио 2008. године.
Током освећења храма у свети Престо су положене мошти Светог великомученика Косовског Лазара.